# De Driehuistervaart
De Driehuistervaart was een klein waterschap in de gemeente Idaarderadeel in de Nederlandse provincie Friesland.
Dit (erg kleine) waterschap werd opgericht om de waterbeheersing in enkele polders te verbeteren. De oude windmolen stond op de verkeerde plaats en een andere molen stond in de weg van de scheepvaart.
Het waterschap was echter te klein om effectief te kunnen werken en werd in 1960 met 11 andere polders samengevoegd tot De Bird. Het voormalige gebied van De Driehuistervaart maakt sinds 2004 deel uit van het Wetterskip Fryslân.